# Ольшовець (Томашовський повіт)
Ольшовець (пол. Olszowiec) — село в Польщі, у гміні Любохня Томашовського повіту Лодзинського воєводства.
Населення — 726 осіб (2011).
У 1975-1998 роках село належало до Пйотрковського воєводства.

## Демографія
Демографічна структура станом на 31 березня 2011 року:
|          | Загалом | Допрацездатний вік | Працездатний вік | Постпрацездатний вік |
| -------- | ------- | ------------------ | ---------------- | -------------------- |
| Чоловіки | 364     | 84                 | 255              | 25                   |
| Жінки    | 362     | 72                 | 221              | 69                   |
| Разом    | 726     | 156                | 476              | 94                   |